# Xã Venice, Michigan
Xã Venice (tiếng Anh: Venice Township) là một xã thuộc quận Shiawassee, tiểu bang Michigan, Hoa Kỳ. Năm 2010, dân số của xã này là 2.578 người.